# David Guion
David Guion (* 30. September 1967 in Le Mans) ist ein ehemaliger französischer Fußballspieler und heutiger -trainer. Er ist seit Februar 2023 Cheftrainer von ES Troyes AC.

## Spielerkarriere
Der in Le Mans geborene David Guion entstammte der Jugendabteilung des OSC Lille und lief nach einigen Jahren in der Reservemannschaft erstmals in der Saison 1988/89 für die erste Mannschaft auf, welche in der höchsten französischen Spielklasse spielte. Der Abwehrspieler spielte in dieser und in der darauffolgenden Spielzeit 1989/90 regelmäßig, fiel aber in der nächsten Saison 1990/91 aus der Mannschaft und wechselte anschließend zum Zweitligisten SCO Angers, wo er drei Jahre lang Stammkraft war und in der Spielzeit 1993/14 letztmals in der Division 1 spielte. In der Spielzeit 1994/95 stand er wieder in der zweiten Liga beim CS Sedan Ardennes unter Vertrag und die nächsten zwei Saisons verteidigte er beim Ligakonkurrenten FC Mulhouse. Zwischen 1997 und 1999 war er bei Red Star Paris aktiv. Seine Karriere ließ er schließlich beim Drittligisten FC Istres ausklingen. Bis zu seinem Karriereende stand Guion in über 300 Spielen im französischen Ligafußball auf dem Platz.

## Trainerkarriere
Nach jahrelanger Abstinenz im Fußballgeschäft trat David Guion zur Saison 2008/09 als Assistent von Laurent Roussey beim Erstligisten AS Saint-Étienne seinen ersten Trainerjob an. Roussey wurde noch im November 2008 entlassen und mit ihm auch Guion.
Im Juli 2010 kehrte er als Cheftrainer des Fünftligisten Chambéry SF zurück neben den Platz und führte den Verein zu einer historischen Spielzeit. Im Ligabetrieb spielte man die gesamte Saison um den Aufstieg und in der Coupe de France zeigte man beeindruckende Leistungen. Nachdem sechs Runden überstanden wurden, traf man im Zweiunddreißigstelfinale auf den finanzstarken Erstligisten AS Monaco, welche im Elfmeterschießen mit 4:3 bezwungen werden konnte. In der nächsten Runde beförderte man Stade Brest erneut im Elferschießen aus dem Wettbewerb und im Achtelfinale besiegte man den FC Sochaux, wobei man zum ersten Mal das Spiel in der regulären Spieldauer für sich entscheiden konnte. In der 93-jährigen Geschichte der Coupe de France war er zuvor noch keinem Fünftligisten gelungen drei Erstligisten zu besiegen. Im Viertelfinale endete die Reise der Savoyards mit einer 0:3-Niederlage gegen den SCO Angers. Als Tabellenerster in der Gruppe D stieg er mit seinem Verein in die viertklassige Championnat de France Amateur auf.
Zur Saison 2011/12 unterzeichnete er bei der AS Cannes, verließ den Verein aber bereits im Januar 2012 nach nur fünf Siegen aus 13 Ligaspielen eigenständig. Anschließend heuerte er als Assistent von Pascal Plancque bei der US Boulogne an, wo er bis Saisonende tätig war.
Im Sommer 2012 übernahm er als Cheftrainer die Reservemannschaft von Stade Reims. Dort war er für fünf Jahre tätig und drang mit dem Verein bis in die viertklassige Championnat de France Amateur vor. Im April 2016 übernahm er für die letzten drei Ligaspiele der Saison 2015/16 erstmals die erste Mannschaft als Interimstrainer, nachdem Olivier Guégan entlassen wurde. Doch auch er konnte den Abstieg der Rouges et Blancs nicht verhindern und kehrte anschließend wieder in die Reserve zurück. In der Saison 2016/17 übernahm er dazu auch die Leitung der Nachwuchsabteilung.
Nachdem Stade Reims der Wiederaufstieg in der Spielzeit 2016/17 nicht gelungen war, wurde David Guion zur Saison 2017/18 zum Cheftrainer befördert. Er führte seine Mannschaft mit 28 Siegen in 38 Ligaspielen zum überlegenen Meistertitel und wurde zum besten Trainer der Spielzeit gekürt. Als Neuaufsteiger etablierte sich Reims in der nächsten Saison 2018/19 im Tabellenmittelfeld und beendete diese auf dem achten Rang. In der nächsten Spielzeit 2019/20 verbesserte sich die Mannschaft und spielte in der oberen Tabellenhälfte um die internationalen Ränge mit. Stade Reims profitierte vom vorzeitigen Abbruch der Saison durch die COVID-19-Pandemie und beendete diese auf dem hervorragenden fünften Tabellenplatz deutlich über den eigenen Erwartungen. Nach der Spielzeit 2020/21 verließ er den Verein auf eigenen Wunsch.

## Erfolge

### Als Spieler
SCO Angers
- Division 2 Gruppe B: 1992/93

### Als Trainer
Chambéry SF
- Championnat de France Amateur 2 Gruppe D: 2010/11

Stade Reims B
- Ligue Champagne-Ardenne: 2012/13
- Championnat de France Amateur: 2015/16

Stade Reims
- Ligue 2: 2017/18

### Individuelle Auszeichnungen
- Ligue 2 Trainer des Jahres: 2017/18